# Mieczysław Knut
Mieczysław Knut (ur. 25 października 1953 w Kartuzach) – polski artysta malarz, zajmujący się malarstwem – abstrakcją metafizyczną, projektant okładek do książek. 

## Życiorys
Urodził się 25 października 1953 r. w Kartuzach. Rodzice – Franciszek Knut i Anna z domu Zimmerman – pracowali w Domu Towarowym (ojciec był tam kierownikiem). Po ukończeniu Liceum Ogólnokształcącego im. Hieronima Derdowskiego w Kartuzach (1972) rozpoczął studia na Wydziale Malarstwa w Państwowej Wyższej Szkoły Sztuk Plastycznych w Gdańsku. Na II roku studiów wybrał pracownię prof. Władysława Jackiewicza. W 1977 roku zorganizował wystawę dyplomową na uczelni i otrzymał dyplom ukończenia studiów. Wystawa obejmowała cykl bez nazwy – 7 obrazów w formacie 210 × 130 cm, wszystkie utrzymane w wyciszonej tonacji: głównie szarościach i bieli, abstrakcje z sugestiami symbolicznych znaczeń. Od tego czasu mieszka i tworzy w Warszawie. W 2005 uzyskał stopień doktora na ASP w Warszawie, habilitował się w 2012 na ASP w Łodzi. Członek Naukowego Towarzystwa Tomistycznego.

## Wybrane wystawy
- 1979 – wystawy indywidualne w holu Teatru Dramatycznego w Elblągu, galerii „Sień Gdańska” w Gdańsku (od 10.IV) i w Galerii Skuc w Lublanie,
- 1984 – wystawa „Współczesny portret polski 1944-1984” w gmachu „Zachęty” w Warszawie,
- 1986 – indywidualna wystawa w Galerii 72 Muzeum Sztuki Współczesnej w Chełmie,
- 1987–2019 – coroczne wystawy związane z organizowanymi przez dr Bożeną Kowalską Międzynarodowymi Plenerami dla Artystów Posługujących się Językiem Geometrii,
- 1988 – indywidualne wystawy w Galerii „Zapiecek” w Warszawie, Galerie „Schuppen” w Darmstadt i Galerie Anita Falber w Wiesbaden, grupowa wystawa „Geometria i metafora” w Galerii „Budapest” w Budapeszcie,
- 1989 – indywidualna wystawa w Galerie am Holtzendorffplatz w Berlinie, zbiorowa wystawa „Krytycy o nas” w pawilonach BWA w Sopocie,
- 1993 – indywidualna wystawa w Muzeum Sztuki Współczesnej w Radomiu,
- 1996 – wystawa Vardo Seminar „Is art necessary and if so, why?” w Sztokholmie,
- 1999 – wystawa „Konstruktive Kunst in Polen aus dem Museum von Chelm” zorganizowana przez B. Kowalską i Hellmuta Brucha w lutym w Tiroler Kunstpavillon w Innsbrucku,
- 2000 – ogólnopolska wystawa „Język geometrii II” zorganizowana przez B. Kowalską w Galerii BWA w Katowicach, pokaz dziesięciu artystów „Malarstwo abstrakcyjne 1999” w Galerii El w Elblągu oraz wystawa jubileuszowa 30-lecia Galerii 72 „Artyści Galerii 72 1972-2000" w Muzeum Chełmskim w Chełmie.
- 2003 – pokaz „Spod znaku geometrii” z kolekcji autorskiej B. Kowalskiej w zbiorach CRP w Orońsku (dzieła z plenerów 2001 i 2002 r.) i w Galerii ASP w Łodzi. Wystawa „Malarstwo abstrakcyjne. Światło” prezentowanej kolejno w Muzeum Narodowym w Szczecinie, CRP w Orońsku i Galerii New Art Media w Warszawie. Pokaz „Nowe dary dla Muzeum Sztuki Współczesnej w Radomiu 1998-2000” w muzeum radomskim. Wystawa „Geometrisk Abstraktion XXII” w Galerii Konstruktiv Tendens w Sztokholmie.
- 2004 – wystawa indywidualna prac artysty w Galerii STS w Sopocie, wystawa „20 plenerów spod znaku geometrii” stanowiąca wybór z autorskich kolekcji B. Kowalskiej w Muzeum Chełmskim w Chełmie i Centrum Rzeźby Polskiej w Orońsku. Wystawa gościła kolejno w Galerii Sztuki Współczesnej BWA w Katowicach, Galerii Miejskiej „Arsenał” w Poznaniu, Centrum Sztuki Galerii El w Elblągu. Obrazy artysty pokazane są w wystawie „Spod znaku geometrii” w Muzeum CRP w Orońsku eksponowanej tu po prezentacji w Galerii ASP w Łodzi.
- 2005 – indywidualna wystawa „Asketes” w Galerii Łazienkowskiej w Warszawie. Wystawa „20 plenerów spod znaku geometrii” w Ośrodku Propagandy Sztuki BWA w Łodzi odbywającej się w ramach Festiwalu Czterech Kultur oraz wystawa „Dary. Kolekcja Galerii 261” w Akademii Sztuk Pięknych w Łodzi.
- 2009 – wystawa indywidualna w Galerii XXI w Warszawie „Mieczysław Knut – Homage a Morton Feldman”
- 2010 – indywidualna wystawa obrazów w Galerii „Rogatka” w Radomiu. Prace twórcy uczestniczą w wystawach: „Duży format – mały format” w Muzeum Ziemi Chełmskiej w Chełmie, wystawie „Geometria językiem sztuki” w Sosnowieckim Centrum Sztuki – Zamek Sielecki Galeria Extrawagance” w Sosnowcu oraz w dwóch ekspozycjach prywatnej „Kolekcji dzieł sztuki Bożeny Kowalskiej: »Fragmenty Życia«” w Mazowieckim Centrum Sztuki współczesnej „Elektrownia” w Radomiu i w Galerii Bielskiej BWA w Bielsku-Białej.
- 2012 – prace artysty uczestniczą w wystawie „Symetria i asymetria”, której dalsze ekspozycje odbywają się: w Galerii „Rogatka” w Radomiu i Galerii Akademickiej ATH w Bielsku-Białej. Twórca bierze udział w wystawie „Geometria i metafora miniaturze” w Galerii „Forum” w Łodzi.
- 2013 – wystawa indywidualna w Galerii Śródmiejskiego Forum Kultury – Domu Literatury pt. „Subida”.
- 2015 – wystawy zbiorowe: „Interpretacja – układ zamknięty, układ otwarty” w Przemyślu, „Język geometrii – półwiecze przemian” Mazowieckie Centrum Sztuki Współczesnej Elektrownia Radom, „Verstehen heißt reduzieren” Elisabeth-Anna Palais Oldenburg
- 2020 – „Geometria i…” Mazowieckie Centrum Sztuki Współczesnej Elektrownia Radom, „Odmienne postawy – cztery przestrzenie. Mistrzowie współczesności z kolekcji Galerii 72” Galeria 72 Muzeum Ziemi Chełmskiej im. Wiktora Ambroziewicza w Chełmie.
- 2021 – indywidualna wystawa w Centrum Sztuki Współczesnej Elektrownia Radom – „Mieczysław Knut – Ku Transcendencji”, wystawa zbiorowa BWA Katowice „Język geometrii – trwałość sztuki”[3]
- 2022 – wystawa zbiorowa „Connection Bożena”, Syke, Niemcy, wystawa zbiorowa w Galerii Kobro „Kolekcja Darów dla Galerii 261 (1995-2005)”

## Życie prywatne
Jest mężem Urszuli Wolskiej (filozofki i filmowca), z którą ma dwójkę dzieci – Anemonę i Tycjana.